# Saguaro-Nationalpark

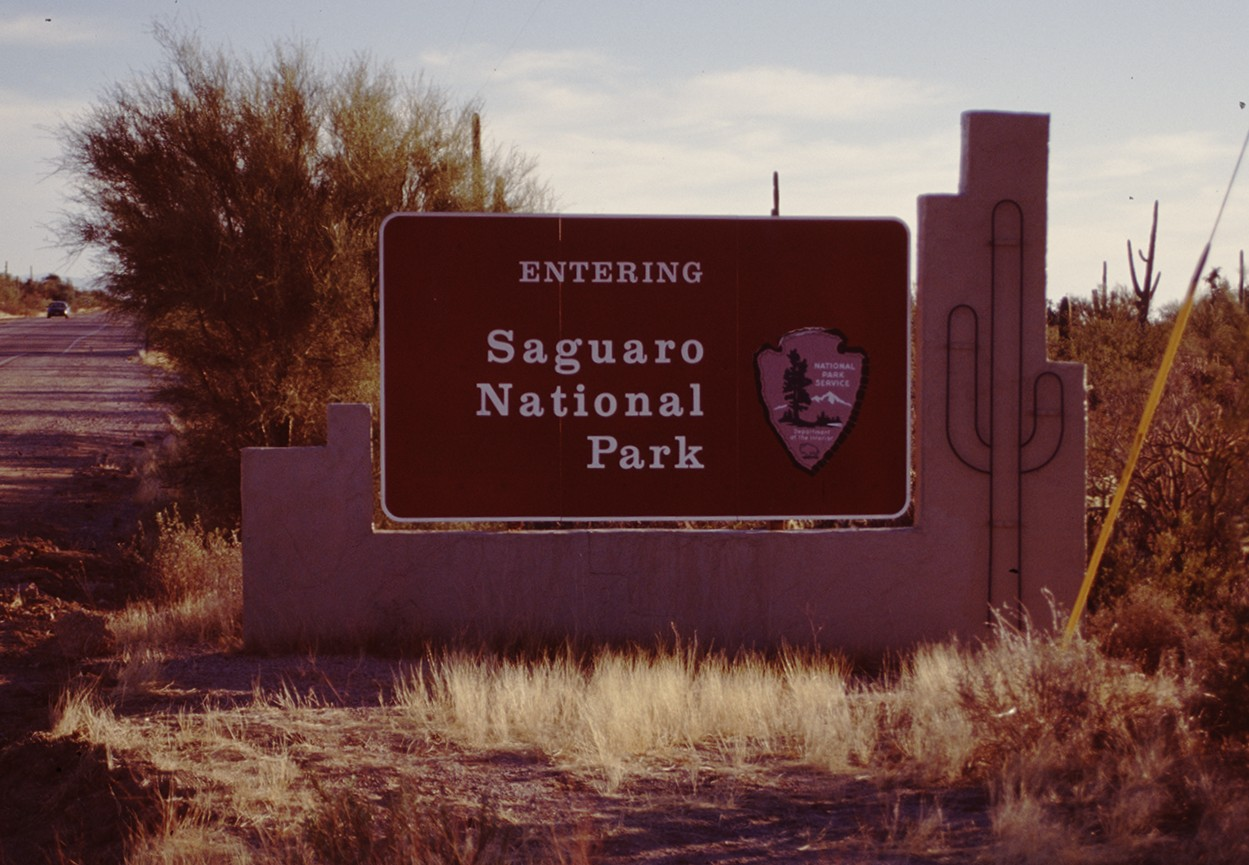
Begrüßungsschild an der Einfahrt zum Saguaro-Nationalpark

Der Saguaro-Nationalpark befindet sich bei Tucson, Arizona im Südwesten der USA. Der Park liegt in der Sonora-Wüste, die sich bis weit nach Mexiko erstreckt, und gilt als eine der schönsten und artenreichsten Regionen dieser Wüste. Eine herausragende Pflanze hat dem Park seinen Namen gegeben: der Kandelaberkaktus Carnegiea gigantea (engl. Saguaro).
Seit 1933 ist das Gebiet als National Monument geschützt. Der Nationalparkstatus wurde am 14. Oktober 1994 vergeben. Im Jahr 2013 kamen laut National Park Service 678.261 Besucher in das Schutzgebiet, das sich über knapp 370 km² erstreckt.

## Geographie und Klima
Der Saguaro-Nationalpark besteht aus zwei Teilgebieten, die am westlichen bzw. östlichen Rand der Stadt Tucson im südöstlichen Arizona liegen. Der kleinere Westteil enthält ausgedehnte Bestände der Kandelaberkakteen. Die hügelige Ebene liegt etwa 800 Meter über dem Meeresspiegel. In den Tucson Mountains wird eine Höhe von 1418 m erreicht. Der östlich gelegene Distrikt erhebt sich aus der Ebene bis zum Mica Mountain (2641 m), dem höchsten Gipfel in den Bergen der Rincon Mountains, etwa 40 Kilometer östlich von Tucson.
Der Saguaro-Nationalpark liegt im östlichen Teil der Sonora-Wüste und ist Teil des Arizona Upland. Die Temperaturen übersteigen im Sommer tagsüber oft 40 °C im Schatten, während es abends auf durchschnittlich 22 °C abkühlt. Die mittleren Temperaturen liegen im Winter bei 19 °C am Tag und 4 °C in der Nacht. Die durchschnittliche Jahresniederschlagsmenge liegt unter 300 mm.

## Flora und Fauna
Im Park befindet sich eine ungewöhnlich große Vielfalt an Lebensräumen. Pflanzen und Tiere sind angepasst, um in der heißen und trockenen Wüste überleben zu können. Die Wüstenregion ist nicht so leblos, wie es auf den ersten Blick zu vermuten ist.
Mehr als 1000 Pflanzenarten sind im Saguaro-Nationalpark beheimatet. Außer den riesigen Saguaros sind hier Cylindropuntia-Arten und Ferocactus wislizeni verbreitet, aber auch bunte Blumen, wie Lupinen und Goldmohn. Weitere typische Bewohner der Wüstenebene sind die großen, grünen Mesquite-Sträucher und der Fouquieria splendens, dessen lange, dünne Stämme oft wie abgestorben aussehen, aber die meiste Zeit rote Blüten tragen. Kiefern und Wacholder sind in den Bergen zu Hause.
Die Tierwelt präsentiert sich entsprechend vielfältig. Kojoten und die schweineähnlichen Halsbandpekaris gehören zu den häufigeren Großtieren im Park. Großraubtiere sind durch Pumas und Schwarzbären repräsentiert, wobei letztere in erster Linie die höheren Lagen besiedeln. Gleiches gilt auch für den Weißwedelhirsch. Kleinere Raubtierarten sind Rotluchs, Kitfuchs, Graufuchs, Katzenfrett, Waschbär, Weißrüssel-Nasenbär, Silberdachs und verschiedene Skunks. Darüber hinaus kommen Antilopenhasen, Eselhasen, Audubon-Baumwollschwanzkaninchen und verschiedene Hörnchen vor. Vögel sind mit etwa 200 Arten besonders zahlreich vorzufinden, beispielsweise Arizonas Wappenvogel, der Kaktuszaunkönig, und der Gilaspecht, der seine Nester in den Stamm des Saguaros hämmert. Es gibt winzige Kolibris und Roadrunner, die tatsächlich besser laufen als fliegen können. Zu den exotischeren Bewohnern der Gegend gehören die Kalifornische Gopherschildkröte, der Wüstenleguan, die giftige Gila-Krustenechse, mehrere Arten von Klapperschlangen und die Arizona-Korallenschlange, sowie Taranteln und Skorpione.

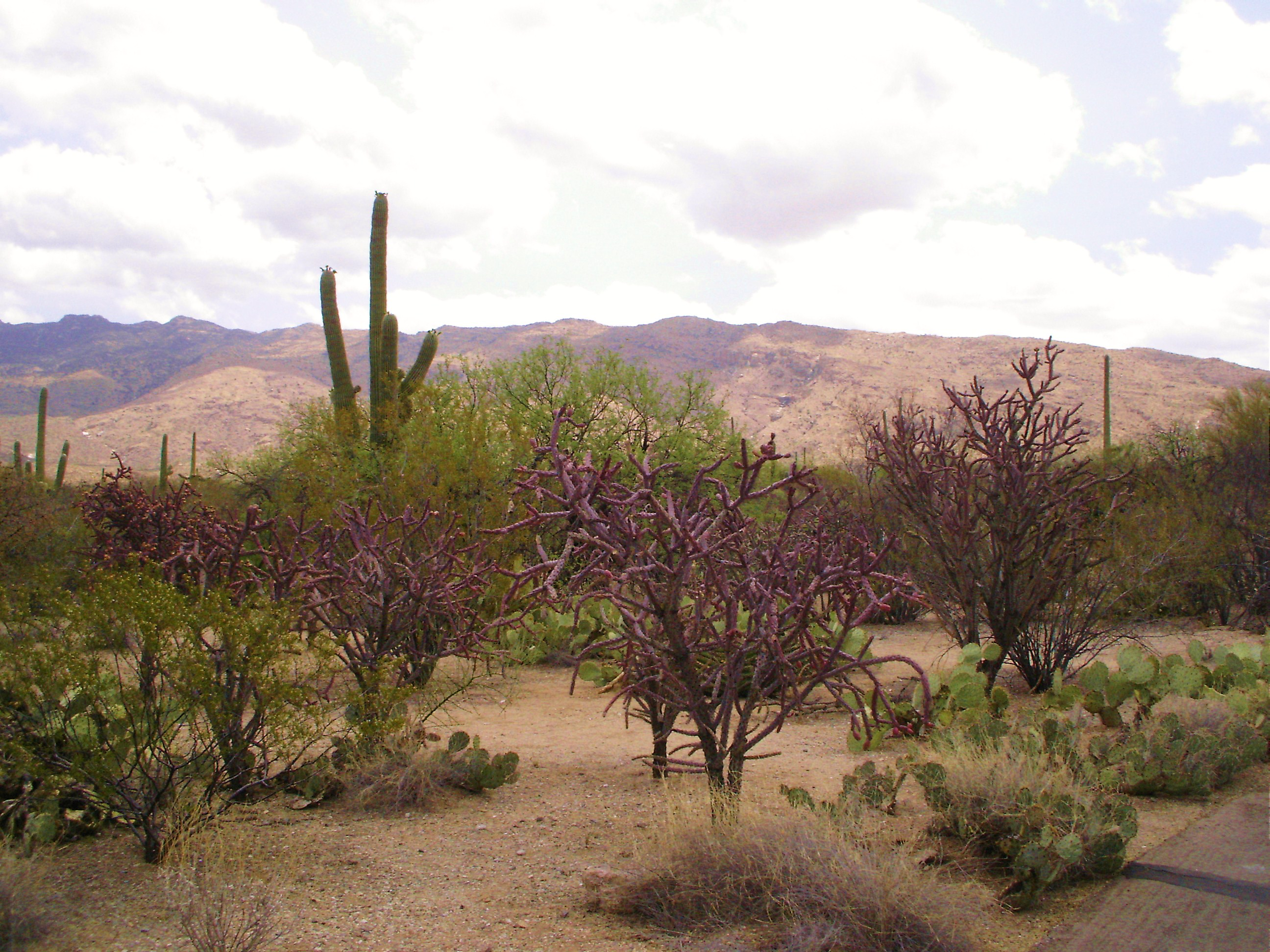
Vegetation im Park
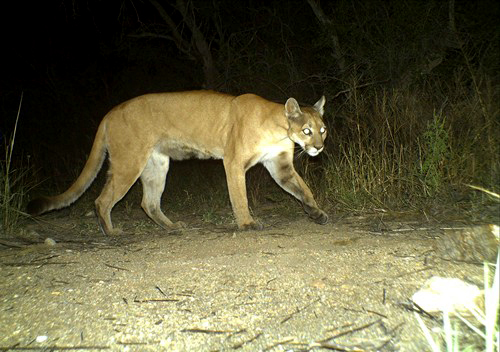
Ein Puma im Nationalpark
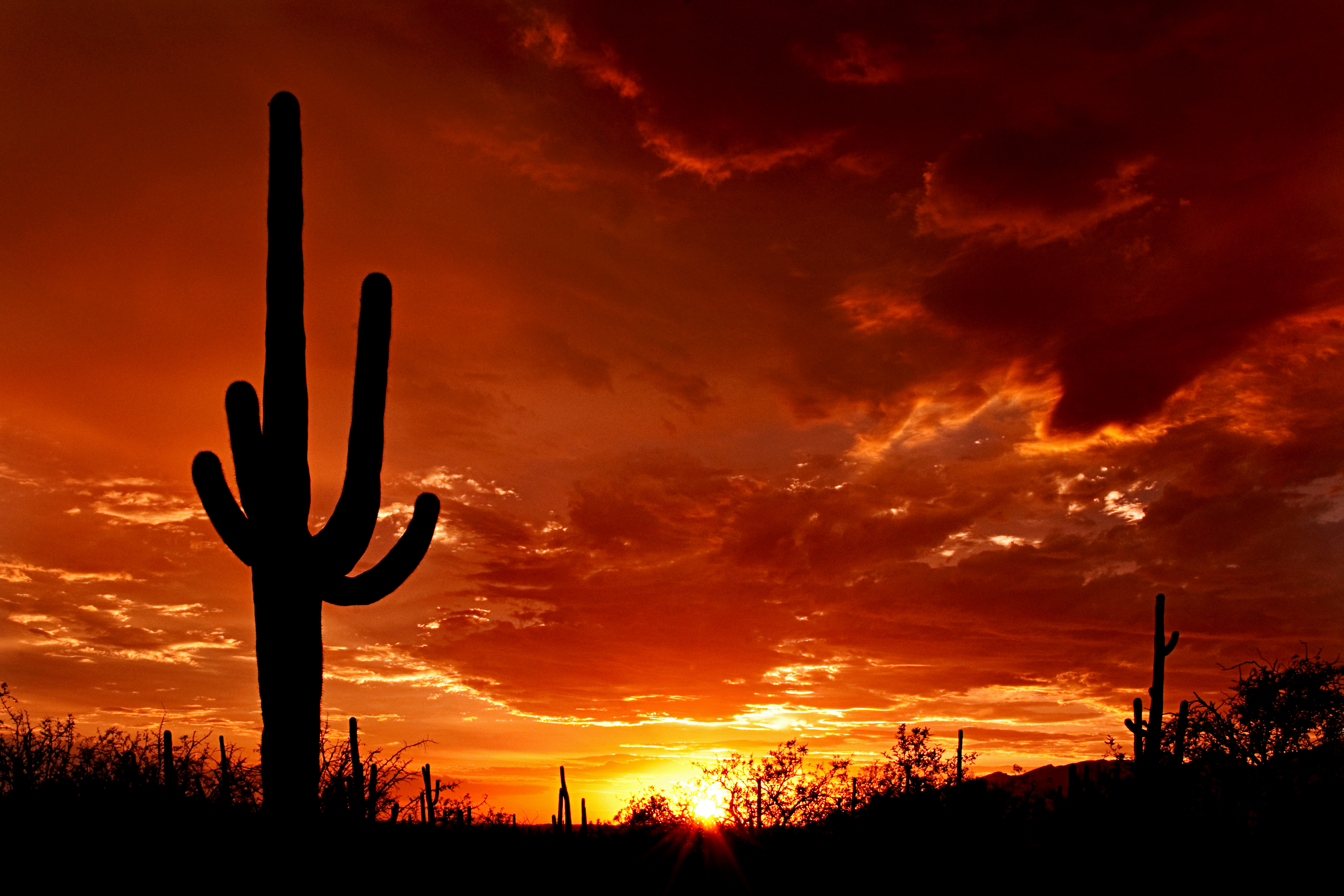
Sonnenuntergang
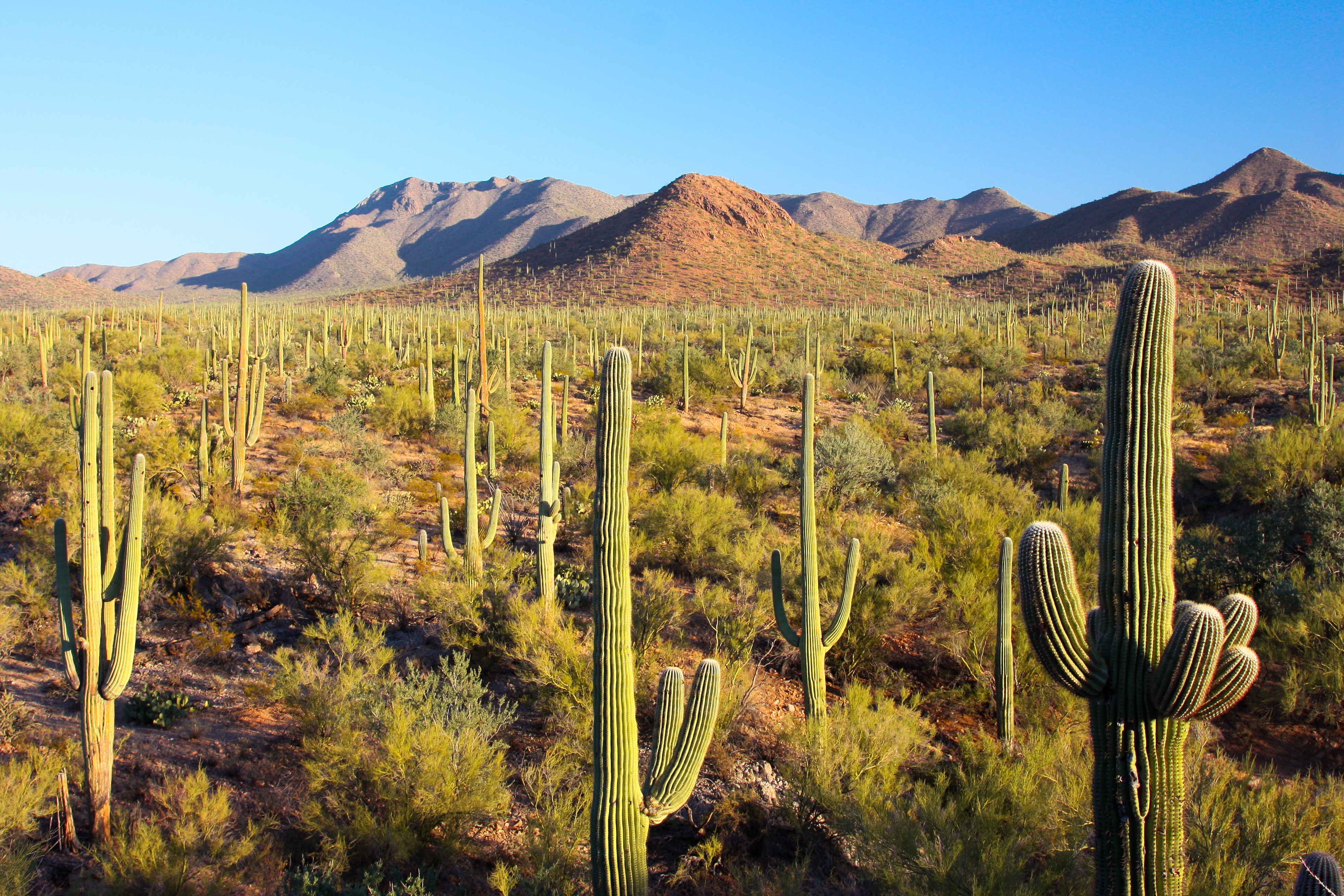
Landschaft mit Saguaro-Kakteen
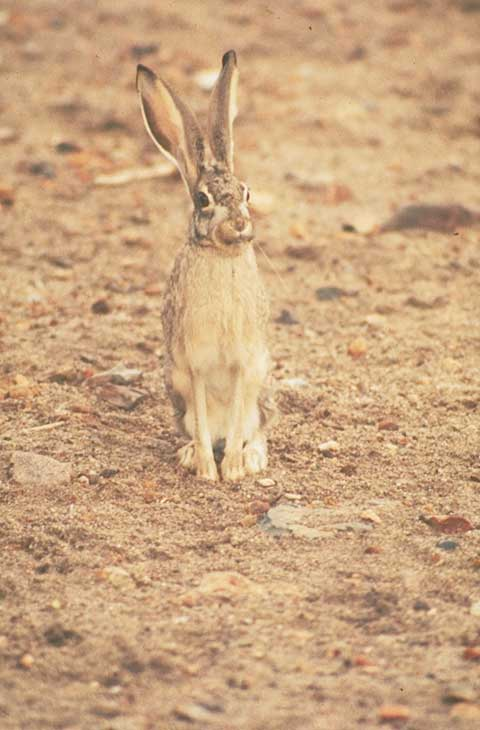
Der Jackrabbit gehört zu den Tieren, die auch tagsüber aktiv sind